# Junimond
Junimond ist eines der bekanntesten Lieder von Rio Reiser. Er schrieb das Stück zusammen mit Martin Hartmann (alias Martin Paul) für ihre Band Ton Steine Scherben, es wurde allerdings erst 1986 nach der Auflösung der Band auf dem Reiser-Soloalbum Rio I. veröffentlicht. Die Originalaufnahme erschien auch als Single (mit Ich leb doch als B-Seite), konnte sich jedoch erst in der 2000er-Version der Band Echt in den deutschen Charts platzieren.

## Inhalt
Der Titel mit dem Refrain Es ist vorbei, bye, bye, Junimond, es ist vorbei, es ist vorbei, bye, bye handelt von überwundenem Liebeskummer und war das Abschiedsgeschenk von Martin Hartmann an Claudia Roth. Es wurde mehrfach gecovert, unter anderem 1997 von den Prinzen und 2000 von der Flensburger Band Echt. Nach dem Erfolg der Echt-Version des Songs, durch den das Lied erstmals einem breiten Publikum bekannt wurde, brachte das Label Sony BMG im Jahr 2000 das Best-of-Album Junimond – Die Balladen mit einer Auswahl aus den Liedern Rio Reisers heraus. 2005 wurde das Stück von dem belgischen Chor Scala & Kolacny Brothers gecovert und auf das Album Grenzenlos mit aufgenommen. Im November 2005 sang Herbert Grönemeyer den Titel gemeinsam mit weiteren Musikern der Grönland Records auf der AVO Session in Basel. 2008 wurde Junimond in einer Live-Jazzversion von Lisa Bassenge gecovert.
2018 wurde das Lied in einer A-cappella-Version von der Band Alte Bekannte gecovert.

## Coverversionen
Aufgenommen wurden ausschließlich Versionen, die auf Tonträgern erschienen sind.
- 1996: Ulla Meinecke (Liveversion; Tributalbum Das Konzert der Freunde – Abschied von Rio Reiser)
- 1997: Die Prinzen (Album Ganz oben: Hits MCMXCI – MCMXCVII)
- 2000: Echt (Single)
- 2002: Lisa Bassenge Trio (Album A Sigh, a Song)
- 2002: Gustav Peter Wöhler Band (Liveversion; Album Gustav Peter Wöhler Band)
- 2003: Marlon (Tributalbum Rio Reiser – Familienalbum)
- 2004: Marianne Rosenberg (Liveversion; DVD Für immer wie heute)
- 2005: Scala & Kolacny Brothers (Album Grenzenlos)
- 2006: Kay Ray (Album Emerge)
- 2006: Jan Plewka (Liveversion; DVD Jan Plewka singt Rio Reiser)
- 2007: U-Bahn-Kontrollöre in tiefgefrorenen Frauenkleidern (Album Vollgas)
- 2008: Bolschewistische Kurkapelle schwarz-rot (Album Kämpfe)
- 2011: Claus Boesser-Ferrari (Instrumentalversion; Album Wandertag)
- 2013: Jay Del Alma (spanischsprachige Version als Bye Bye. Tú y yo; Album ¿Comó estás?)
- 2014: Bosse feat. Kim Frank (Liveversion; Album/DVD Kraniche – Live in Hamburg)
- 2015: Lena feat. Lary (Liveversion; Album Crystal Sky – Re-Release)
- 2018: Alte Bekannte (A-cappella-Version)
- 2023: Eric Fish and Friends (Album Untiefen)